# Земетресение в Пакистан (2008)
Пакистанското земетресение на 29 октомври 2008 г. засяга провинция Белуджистан и е с магнитуд 6,4 по скалата на Рихтер.
Геологическият топографски институт на САЩ е съобщил, че епицентърът на земетресението е на 60 km северно от Куета и на 185 km югоизточно от афганистанския град Кандахар. Точният час на бедствието е 23:09 UTC и има дълбочина от 10 km. Загинали са 160 души, над 200 са ранени, а над 15 000 остават без дом.

## Детайли
По-голямата част от щетите са в 2 села в покрайнините на град Зиарат. Главният министър на Белуджистан Науаб Аслан Кан Раисани е наредил извънредно положение в болниците на засегнатите територии. Бедствието е причинило много свлачища. Стотици къщи от кал са разрушени.
Трусовете са усетени в Куета, Зиарат, Пишин, Мустанг, Сиби, Болан и други градове.

## Отзвук
Много пострадали от земетресението са ядосани заради липсата на помощ от правителството в засегнатите територии. Кметът на област Зиарат заявява, че е отправено искане за помощ към местното правителство. Хеликоптери и войници на Пакистанската армия са изпратени да помогнат на жителите в бедствените области.